# Platysticta maculata
Platysticta maculata – gatunek ważki z rodziny Platystictidae. Endemit Sri Lanki.